# Cantón de Pas-en-Artois
El cantón de Pas-en-Artois era una división administrativa francesa, que estaba situada en el departamento de Paso de Calais y la región de Norte-Paso de Calais.

## Composición
El cantón estaba formado por veinticinco comunas:
- Amplier
- Bienvillers-au-Bois
- Couin
- Famechon
- Foncquevillers
- Gaudiempré
- Gommecourt
- Grincourt-lès-Pas
- Halloy
- Hannescamps
- Hébuterne
- Hénu
- Humbercamps
- Mondicourt
- Orville
- Pas-en-Artois
- Pommera
- Pommier
- Puisieux
- Sailly-au-Bois
- Saint-Amand
- Sarton
- Souastre
- Thièvres
- Warlincourt-lès-Pas

## Supresión del cantón de Pas-en-Artois
En aplicación del Decreto n.º 2014-233 de 24 de febrero de 2014, el cantón de Pas-en-Artois fue suprimido el 22 de marzo de 2015 y sus 25 comunas pasaron a formar parte del nuevo cantón de Avesnes-le-Comte.